# Psychotria namwingensis
Psychotria namwingensis är en måreväxtart som beskrevs av Rafaël Herman Anna Govaerts. Psychotria namwingensis ingår i släktet Psychotria och familjen måreväxter. Inga underarter finns listade i Catalogue of Life.